# Medaglia commemorativa della Grande Guerra (Ungheria)
La Medaglia commemorativa della Grande Guerra (in ungherese: Magyar Háborús Emlékérem) è una medaglia della Prima Repubblica austriaca concessa ai superstiti della prima guerra mondiale che avessero militato nell'esercito ungherese.

## Storia
Nel 1929, su proposta del reggente Miklós Horthy, il governo ungherese istituì l'onorificenza della medaglia commemorativa della prima guerra mondiale. Essa venne concessa ai veterani di guerra ed ai superstiti della Prima Guerra Mondiale.

## Insegne
La medaglia realizzata in tombac ed aveva il diametro di 31 mm. Il verso riportava lo stemma nazionale del Regno d'Ungheria dietro al quale si trovavano due spade incrociate (nella versione concessa ai combattenti), oppure il solo semplice stemma per le concessioni non militari, il tutto attorniato da una corona d'alloro. Il retro della medaglia presente un elmo militare sotto al quale si trovano le date 1914-1918, sotto le quali si trovano due rami di palma in decusse e attorno la legenda latina "PRO DEO ET PATRIA" (per Dio e la patria).
Il nastro, di 40 mm, era di forma triangolare come per le decorazioni ungheresi ed era bianco, rosso, una serie di strisce orizzontali verdi, rosso e bianco. A coloro che avevano avuto un ruolo attivo nei combattimenti, la medaglia era concessa con due spade incrociate da applicare al nastro. Per la classe civile il nastro era bianco-rosso-bianco-verde-bianco-verde-bianco-rosso-bianco.
| Medaglie          | Medaglie        | Medaglie | Medaglie | Medaglie |
| ----------------- | --------------- | -------- | -------- | -------- |
| Medaglia militare | Medaglia civile |          |          |          |
| Nastri            |                 |          |          |          |
| Nastro militare   | Nastro civile   |          |          |          |